# Zalissea, Stara Sîneava
Zalissea (în ucraineană Залісся) este localitatea de reședință a comunei Zalissea din raionul Stara Sîneava, regiunea Hmelnîțkîi, Ucraina.

## Demografie
Componența lingvistică a localității Zalissea
     Ucraineană (99,86%)
     Alte limbi (0,14%)
Conform recensământului din 2001, majoritatea populației localității Zalissea era vorbitoare de ucraineană (99,86%), existând în minoritate și vorbitori de alte limbi.